# 家務工
家務工是一种职业，其專業內容在為其雇主提供家務服務，且為職業方便，通常家務工會與其雇主同住在一處或鄰近地方。歷史上常以僕人一詞稱之，帶有明顯之階級對立色彩，而當今對此工作者稱呼家務工、家務員，以確立其專業。

## 歷史由來

### 政治
在過往的帝制社會，王是國家主人（擁有者），其他皆為僕人，或臣民。在現代民主社會，國家乃「為人民服務」，而公務員是「公眾之僕人」（Civil servant），因而別稱為「公僕」，帶有明顯的階級對立色彩。在英國，公務員稱為「王之僕人」（Crown servant），但因英國已是民主化國家，有時也可以「公眾之僕人」稱之。

### 宗教
聖經舊約時期，神為主人，信徒為僕人，故信徒會呼神為「主（Lord）」。

## 文學
羅伯·格林里夫於1977年所出版的僕人領導學（The Servant Leadership）一書根本改變人類對於領導的觀念。

## 延伸阅读
[在维基数据编辑]
 《欽定古今圖書集成·博物彙編·藝術典·傭工部》，出自陈梦雷《古今圖書集成》